# Perceval March
Pour les articles homonymes, voir March.
Le colonel Perceval March est un détective fictif créé par John Dickson Carr.
Il a été inspiré à l'auteur par un de ses amis, l'écrivain Cecil John Charles Street, mieux connu sous le pseudonyme de John Rhode.

## Biographie fictive
Vieux soldat à la retraite, dont le visage est orné d'une moustache bien taillée et constellé de taches de rousseur, c'est un homme de haute taille toujours muni d'une canne à pommeau d'argent. Corpulent, avec ses quelque cent dix kilos, il est doux et débonnaire de nature, mais sait mener ses enquêtes avec sagacité. Il s'occupe à Scotland Yard du service D-3, Département des Causes Bizarres. Il est donc amené à résoudre des affaires qui ne semblent pas avoir d'explications rationnelles. C'est pourquoi il possède de vastes connaissances en peintures anciennes, en héraldique, en occultisme, en démonologie et en magies blanche et magie noire. Il se passionne également pour l'escrime, la numismatique et la botanique.

## SérieColonel Perceval March
Il est le héros de neuf nouvelles :
- 1. L'Homme qui vit l'invisible (The New Invisible Man) (1938) ;
- 2. Chez personne (The Crime in Nobody's Room) (1938) ;
- 3. Aube de mort (Error at Daybreak) (1938) ;
- 4. Chaud devant ! (The Hiding Place ou Hot Money) (1939) ;
- 5. Morte dans sa loge (Death in the Dressing-Room) (1939) ;
- 6. L'Appartement vide (The Empty Flat) (1939) ;
- 7. Le Rideau d'argent (The Silver Curtain) (1939) ;
- 8. L'Empreinte de pas dans le ciel (The Footprint in the Sky) (1940) ;
- 9. La Louche Entreprise de William Wilson (William Wilson's Racket) (1941)

## Adaptations
- 1954 : Les Aventures du colonel March (Colonel March of Scotland Yard), série télévisée britannique, diffusée de 1954 à 1956, comptant 26 épisodes de 30 minutes, avec Boris Karloff dans le rôle-titre.
- 1955 : Colonel March Investigates, film de Cy Endfield, avec Boris Karloff dans le rôle-titre. Ce film est un remontage de trois épisodes de la série télévisée.

## Référence
- Roland Lacourbe, John Dickson Carr : scribe du miracle. Inventaire d'une œuvre, Amiens, Encrage, 1997, p. 131-134 et 263-264.